# Ольховка (Благовіщенський район)
Ольхо́вка (рос. Ольховка, башк. Ольховка) — присілок у складі Благовіщенського району Башкортостану, Росія. Входить до складу Новонадеждинської сільської ради.
До 2007 року присілок називався Рибопитомника, у радянські часи — Рибопитомник Пчела.